# SUPER SONIC DANCE
〈SUPER SONIC DANCE〉(슈퍼 소닉 댄스)는 move의 11번째 싱글이다.

## 개요
- 뮤직비디오에 T-kimura는 자동차 면허를 가지지 않았지만 운전을 했다.(연출이라서 위법성은 없었다고 한다.)

## 수록곡
1. SUPER SONIC DANCE
  - 작사：motsu 작곡：t-kimura
  - TV 도쿄계 「스키야키!!런던 부츠 대작전」엔딩 테마 송
2. RIDE ON THE WAVE(t-kimura RAVE TRANCENTRAL MIX)
  - 작사：motsu 작곡·편곡：t-kimura
3. stay with me..(t-kimura CLUB MIX)
  - 작사：motsu 작곡·편곡：t-kimura
4. SUPER SONIC DANCE(TV MIX)
5. stay with me..(t-kimura CLUB MIX/INSTRUMENTAL)